# Megasaray Hotels Open 2024
Il Megasaray Hotels Open 2024 è un torneo professionistico di tennis femminile giocato sul cemento. È la 1ª edizione del torneo, facente parte della categoria WTA 125 nell'ambito del WTA 125 2024. Si gioca al Megasaray Tennis Academy di Adalia in Turchia dal 26 al 31 marzo 2024.

## Partecipanti al singolare

### Teste di serie
| Nazionalità | Giocatrice             | Ranking* | Testa di serie |
| ----------- | ---------------------- | -------- | -------------- |
| Belgio      | Greet Minnen           | 79       | 1              |
| Lettonia    | Darja Semeņistaja      | 109      | 2              |
| Austria     | Julia Grabher          | 111      | 3              |
| Romania     | Irina-Camelia Begu     | 126      | 4              |
| Spagna      | Jéssica Bouzas Maneiro | 127      | 5              |
| Rep. Ceca   | Sára Bejlek            | 130      | 6              |
| Serbia      | Olga Danilović         | 133      | 7              |
| Francia     | Fiona Ferro            | 138      | 8              |
| Ungheria    | Dalma Gálfi            | 144      | 9              |

* Ranking al 18 marzo 2024.

### Altre partecipanti
Le seguenti giocatrici hanno ricevuto una wild card per il tabellone principale:
- Çağla Büyükakçay
- Anastasija Gur'eva
- Ada Kumru
- İpek Öz

La seguenti giocatrici sono entrate in tabellone utilizzando il ranking protetto:
- Polona Hercog
- Tara Würth

Le seguenti giocatrici sono passate dalle qualificazioni:
- Veronika Erjavec
- Katarzyna Kawa
- Leyre Romero Gormaz
- Elena-Gabriela Ruse

La seguente giocatrice è entrata in tabellone come lucky loser:
- Carole Monnet

### Ritiri
Prima del torneo
- Greet Minnen → sostituita da  Carole Monnet

## Partecipanti al doppio

### Teste di serie
| Nazione   | Giocatrice          | Nazione   | Giocatrice           | Rank1 | Teste di serie |
| --------- | ------------------- | --------- | -------------------- | ----- | -------------- |
| Ungheria  | Tímea Babos         |           | Vera Zvonarëva       | 77    | 1              |
|           | Lidzija Marozava    | Belgio    | Kimberley Zimmermann | 146   | 2              |
| Italia    | Angelica Moratelli  | Italia    | Camilla Rosatello    | 164   | 3              |
| Rep. Ceca | Miriam Kolodziejová | Rep. Ceca | Anna Sisková         | 166   | 4              |

* Ranking al 18 marzo 2024.

### Altre partecipanti
La seguente coppia di giocatrici ha ricevuto una wild card per il tabellone principale:
- Anastasija Gur'eva /  Rada Zolotareva

## Campionesse

### Singolare
Jéssica Bouzas Maneiro ha sconfitto in finale  Irina-Camelia Begu con il punteggio di 6-2, 4-6, 6-2.

### Doppio
Angelica Moratelli /  Camilla Rosatello hanno sconfitto in finale  Tímea Babos /  Vera Zvonarëva con il punteggio di 6-3, 3-6, [15-13].